# Баратина (Верчели)
Баратина је насеље у Италији у округу Верчели, региону Пијемонт.
Према процени из 2011. у насељу је живело 57 становника. Насеље се налази на надморској висини од 493 м.